# Gudum (Lemvig Kommune)
 For alternative betydninger, se Gudum. (Se også artikler, som begynder med Gudum)
Gudum er en landsby i det nordlige Vestjylland med 200 indbyggere  (2024). Gudum er beliggende 10 kilometer øst for Lemvig og 10 kilometer vest for Struer.
Byen ligger i Region Midtjylland og hører under Lemvig Kommune. Gudum er beliggende i Gudum Sogn.
I Gudum findes Gudum Kirke og Livsstilshøjskolen Gudum.

## Berømtheder
- Tobias Mølgaard (fodboldspiller)